# Якунеме
Якунеме (устар. Яку-Неме) — река в России, протекает по Ямало-Ненецкому АО. Устье реки находится в 73 км по правому берегу реки Тыдэотта. Длина реки составляет 29 км.

## Притоки
- 3 км: Лимбейяха
- 9 км: Сюньяха
- Поръяха
- Толстъяха

## Данные водного реестра
По данным государственного водного реестра России относится к Нижнеобскому бассейновому округу, водохозяйственный участок реки — Пур. Речной бассейн реки — Пур.
Код объекта в государственном водном реестре — 15040000112115300059552.